# Sulcicnephia vitalii
Sulcicnephia vitalii är en tvåvingeart som först beskrevs av Rubtsov 1967.  Sulcicnephia vitalii ingår i släktet Sulcicnephia och familjen knott. Inga underarter finns listade i Catalogue of Life.